# Robert Mangiardi
Robert Bruce Mangiardi (geb. vor 1987) ist ein US-amerikanischer Schauspieler.

## Leben
Mangiardi wuchs in New York City als eines von neun Geschwister auf. Sein Vater war bekannter Herzchirurg. Obwohl einige seiner Geschwister auch vorhatten, im medizinischen Bereich arbeiten zu wollen, entschied sich Mangiardi anders. Eine erste Rolle auf einer Theaterbühne hatte er in seiner Schulzeit beim Stück The Apple Tree (deutsch: Der Apfelbaum) als Adam. Später gab er zu, wegen der Darstellerin von Eva, Janet Murphy mit gespielt zu haben. Im Alter von etwa 30 Jahren zog Mangiardi nach Los Angeles. Dort lernte er den Regisseur Daniel Mann kennen, durch den er zu seiner ersten Filmrolle in der Fernsehserie Kampf gegen die Mafia kam. Später war er auch in Einzelfolgen anderer bekannten Serien, wie Criminal Minds und Mord ist ihr Hobby, zu sehen. Zu dieser Zeit hat er sich mit dem kanadischen Schauspieler Bernie Coulson eine Wohnung geteilt und bekam öfters Besuch von Brad Pitt, da sie gute Freunde waren. Bekannte Filme, in denen er später wichtige Rollen einnahm, waren Tod eines Präsidenten (Death of a President) von Gabriel Range und Midlife von Greg Travis.

## Filmografie (Auswahl)
- 1987: Kampf gegen die Mafia (Fernsehserie, 3 Folgen)
- 1988: Jake und McCabe – Durch dick und dünn (Fernsehserie, 1 Folge)
- 1989: Der Nachtfalke (Fernsehserie, 1 Folge)
- 1989: Auf Messers Schneide – Rivalen am Abgrund
- 1989: Spacecop L.A. (Fernsehserie, 1 Folge)
- 1989: Stadt der Spieler
- 1990: Family of Spies
- 1990: Ford Fairlane – Rock ’n’ Roll Detective
- 1991: Danger Team
- 1992: Mord ist ihr Hobby (Fernsehserie, 1 Folge)
- 1993: New York Cops – NYPD Blue (Fernsehserie, 1 Folge)
- 2006: Tod eines Präsidenten (Death of a President)
- 2013: Criminal Minds (Fernsehserie, 1 Folge)
- 2013: Real Gangsters
- 2013: Comedy Bang! Bang! (Fernsehserie, 1 Folge)
- 2013: Midlife

## Weblink
- Robert Mangiardi bei IMDb

| Personendaten    | Personendaten                                |
| ---------------- | -------------------------------------------- |
| NAME             | Mangiardi, Robert                            |
| ALTERNATIVNAMEN  | Mangiardi, Robert Bruce (vollständiger Name) |
| KURZBESCHREIBUNG | US-amerikanischer Schauspieler               |
| GEBURTSDATUM     | vor 1987                                     |
| GEBURTSORT       | Vereinigte Staaten                           |